# Адміністративний устрій Рожищенського району
Адміністративний устрій Рожищенського району — адміністративно-територіальний поділ Рожищенського району Волинської області на 1 міську, 1  селищну та 28 сільських рад, які об'єднують 68 населених пунктів та підпорядковані Рожищенській районній раді. Адміністративний центр — м. Рожище.

## Список радРожищенського району
| №  | Назва                          | Центр              | Населені пункти                                                                                  | Площа км? | Місце за площею | Населення (2001), чол. | Місце за населенням | Розташування |
| -- | ------------------------------ | ------------------ | ------------------------------------------------------------------------------------------------ | --------- | --------------- | ---------------------- | ------------------- | ------------ |
| 1  | Рожищенська міська рада        | м. Рожище          | м. Рожище                                                                                        |           |                 |                        |                     |              |
| 2  | Дубищенська селищна рада       | смт. Дубище        | смт. Дубище                                                                                      |           |                 |                        |                     |              |
| 3  | Березолуківська сільська рада  | с. Березолуки      | с. Березолуки с. Кроватка с. Підгірне с. Яблунівка                                               |           |                 |                        |                     |              |
| 4  | Городинівська сільська рада    | c. Городині        | c. Городині с. Романів                                                                           |           |                 |                        |                     |              |
| 5  | Доросинівська сільська громада | c. Доросині        | c. Береськ c. Вічині c. Ворончин c. Доросині с. Кияж с. Немир с. Раймісто с. Студині             |           |                 |                        |                     |              |
| 6  | Залісцівська сільська рада     | c. Залісці         | c. Залісці с. Ужова                                                                              |           |                 |                        |                     |              |
| 7  | Іванчицівська сільська рада    | c. Іванчиці        | c. Іванчиці с. Озденіж                                                                           |           |                 |                        |                     |              |
| 8  | Кобченська сільська рада       | c. Кобче           | c. Кобче                                                                                         |           |                 |                        |                     |              |
| 9  | Копачівська сільська рада      | c. Копачівка       | c. Копачівка с. Башова с. Олександрівка с. Підліски с. Тростянка                                 |           |                 |                        |                     |              |
| 10 | Кременецька сільська рада      | c. Кременець       | c. Кременець                                                                                     |           |                 |                        |                     |              |
| 11 | Літогощанська сільська рада    | c. Літогоща        | c. Літогоща с. Іванівка с. Корсині                                                               |           |                 |                        |                     |              |
| 12 | Луківська сільська рада        | c. Луків           | c. Луків с. Крижівка с. Незвір                                                                   |           |                 |                        |                     |              |
| 13 | Любченська сільська рада       | c. Любче           | c. Любче                                                                                         |           |                 |                        |                     |              |
| 14 | Мильська сільська рада         | c. Мильськ         | c. Мильськ с. Берегове                                                                           |           |                 |                        |                     |              |
| 15 | Навізька сільська рада         | c. Навіз           | c. Навіз                                                                                         |           |                 |                        |                     |              |
| 16 | Носачевичівська сільська рада  | c. Носачевичі      | с. Носачевичі с. Вишеньки с. Єлизаветин с. Олешковичі                                            |           |                 |                        |                     |              |
| 17 | Переспівська сільська рада     | c. Переспа         | с. Переспа с. Богушівська Мар'янівка с. Забара с. Линівка с. Малинівка с. Мирославка с. Трилісці |           |                 |                        |                     |              |
| 18 | Пожарківська сільська рада     | c. Пожарки         | с. Пожарки с. Оленівка                                                                           |           |                 |                        |                     |              |
| 19 | Рудко-Козинська сільська рада  | c. Рудка-Козинська | с. Рудка-Козинська с. Козин                                                                      |           |                 |                        |                     |              |
| 20 | Руднянська сільська рада       | c. Рудня           | с. Рудня с. Валер'янівка с. Ольганівка                                                           |           |                 |                        |                     |              |
| 21 | Сокільська сільська рада       | c. Сокіл           | с. Сокіл с. Духче                                                                                |           |                 |                        |                     |              |
| 22 | Тихотинська сільська рада      | c. Тихотин         | с. Тихотин с. Бортяхівка                                                                         |           |                 |                        |                     |              |
| 23 | Топільненська сільська рада    | c. Топільне        | с. Топільне с. Дмитрівка с. Михайлин                                                             |           |                 |                        |                     |              |
| 24 | Уляниківська сільська рада     | c. Уляники         | с. Уляники                                                                                       |           |                 |                        |                     |              |
| 25 | Щуринська сільська рада        | c. Щурин           | с. Щурин с. Квітневе с. Тристень                                                                 |           |                 |                        |                     |              |
| 26 | Ясенівська сільська рада       | c. Ясенівка        | с. Ясенівка с. Вітоніж                                                                           |           |                 |                        |                     |              |